# Bhopal: A Prayer for Rain
Bhopal: A Prayer for Rain är en indisk spelfilm från 2014 som handlar om Bhopalkatastrofen 1984. Filmen är regisserad av Ravi Kumar, som även skrivit manus tillsammans med David Brooks.  